# IC 2119
IC 2119 је спирална галаксија у сазвјежђу Зец која се налази на листи објеката дубоког неба у Индекс каталогу.
Деклинација објекта је - 20° 20' 45" а ректасцензија 5h 6m 50,9s. Привидна величина (магнитуда) објекта IC 2119 износи 13,9 а фотографска магнитуда 14,7. IC 2119 је још познат и под ознакама ESO 553-5, MCG -3-13-73, PGC 16759.